# Daniel Read Anthony junior

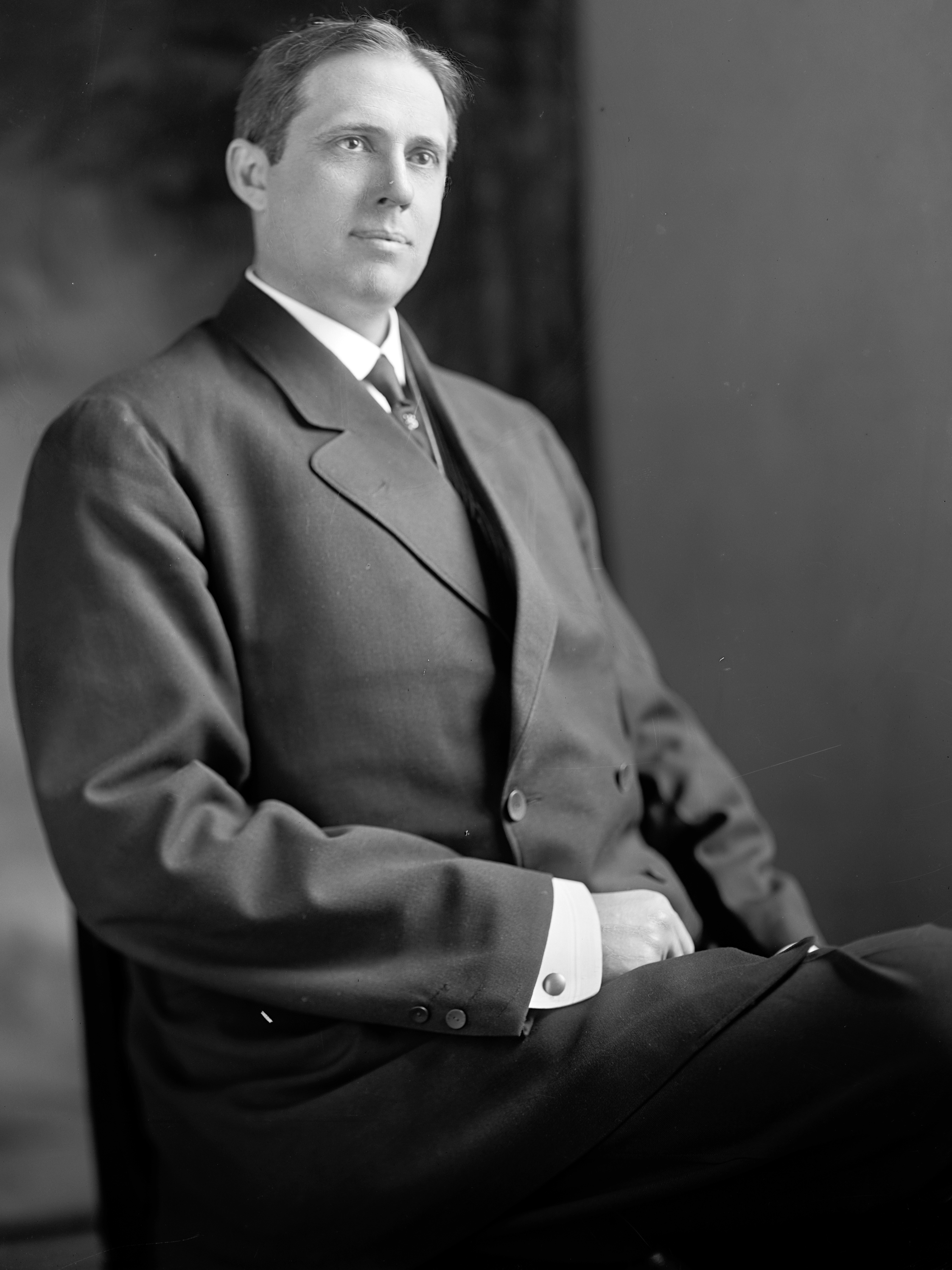
Daniel Read Anthony Jr.

Daniel Read Anthony junior (* 22. August 1870 in Leavenworth, Leavenworth County, Kansas; † 4. August 1931 ebenda) war ein US-amerikanischer Politiker. Zwischen 1907 und 1929 vertrat er den ersten Wahlbezirk des Bundesstaates Kansas im US-Repräsentantenhaus.

## Werdegang
Daniel Anthony war der Sohn des einflussreichen Abolitionisten Daniel Read Anthony senior und der Neffe der Frauenrechtlerin Susan B. Anthony. Nach der Grundschule besuchte er die Michigan Military Academy in Orchard Lake und die University of Michigan in Ann Arbor. Anthony studierte auch Jura und wurde als Anwalt zugelassen. Er hat diesen Beruf aber nur ganz selten ausgeübt. Stattdessen stieg er in das Zeitungsgeschäft ein. Zwischen 1898 und 1902 war er Posthalter in Leavenworth; von 1903 bis 1905 war er auch Bürgermeister dieser Stadt. Im Jahr 1904 wurde er Herausgeber der Zeitung „Leavenworth Daily Times“.
Anthony wurde Mitglied der Republikanischen Partei und nach dem Rücktritt des Kongressabgeordneten und späteren US-Vizepräsidenten Charles Curtis, der damals in den Senat der Vereinigten Staaten wechselte, zu dessen Nachfolger im US-Repräsentantenhaus gewählt. Nach zehn Wiederwahlen konnte er zwischen dem 23. Mai 1907 und dem 3. März 1929 im Kongress verbleiben. Von 1927 bis 1929 war er Vorsitzender des Haushaltsausschusses. In seine Zeit als Kongressabgeordneter fielen unter anderem der Erste Weltkrieg, die Einführung des Frauenwahlrechts und das Prohibitionsgesetz.
Im Jahr 1928 verzichtete Daniel Anthony auf eine erneute Kandidatur. Er zog sich aus der Politik zurück, widmete sich wieder seinen privaten Angelegenheiten und starb am 4. August 1931 in seinem Geburtsort Leavenworth.